# Confrontos entre Bahia e Sport no futebol
O Superclássico do Nordeste é o confronto entre Esporte Clube Bahia e Sport Club do Recife, que fazem o mais importante clássico nordestino, envolvendo os dois maiores campeões nacionais da região — tendo o Sport um título Brasileiro da Série A, uma Copa do Brasil e um título da Série B, e o Bahia, dois títulos Brasileiros da Série A — e os estados da Bahia e de Pernambuco. Sport e Bahia fizeram mais de 100 jogos ao longo da história.

## Introdução
Esse confronto reúne dois clubes campeões brasileiros, os únicos clubes da Região Nordeste do Brasil a conquistarem títulos da primeira divisão nacional, sendo o Bahia campeão brasileiro de 1959 e 1988, e o Sport campeão brasileiro de 1987 e da Copa do Brasil de 2008.
Nos rankings de mérito e de número de pontos do Campeonato Brasileiro, Copa do Brasil, Copa do Nordeste e também de competições da Conmebol, Bahia, Sport e também o Vitória, se alternam nas primeiras colocações dependendo da competição e do critério, sendo esses os três clubes do Nordeste com as melhores performances nessas competições.
O Sport detém 3 títulos da Copa do Nordeste, enquanto o Bahia venceu 4 vezes a competição, estando empatado em títulos com o rival Vitória. Esses três clubes são os maiores vencedores da grande competição regional nordestina.
Ao final do ano da Temporada de 2020, o Bahia é o clube nordestino com mais classificações para competições da Conmebol, 11 no total, seguido por Sport e Vitória com 7, com nenhum outro clube da região tendo mais de 2 participações.
Na pesquisa de torcidas com menor margem de erro até hoje realizada no Brasil, apenas 0,68 pp, as duas torcidas apareceram rigorosamente empatadas, com 1,2% dos torcedores brasileiros, o equivalente a 2.412.392 torcedores em 2013, sendo as maiores do Nordeste e estando em 13º lugar entre as torcidas brasileiras. Em geral, quando há diferença a favor de um ou de outro, essa encontra-se dentro da margem de erro das pesquisas.

## Estatísticas

### Por local do confronto
| Local                | Jogos | Vencidos pelo Bahia | Empates | Vencidos pelo Sport |
| -------------------- | ----- | ------------------- | ------- | ------------------- |
| Grande Recife - PE   | 53    | 15                  | 16      | 22                  |
| Grande Salvador - BA | 48    | 25                  | 13      | 10                  |
| Campo Neutro         | 1     | 0                   | 1       | 0                   |
| TOTAL                | 102   | 40                  | 30      | 32                  |

Fonte: Cassio Zirpoli.

### Por competição
| Competição                 | Jogos | Vencidos pelo Bahia | Empates | Vencidos pelo Sport |
| -------------------------- | ----- | ------------------- | ------- | ------------------- |
| Campeonato Brasileiro      | 38    | 15                  | 10      | 13                  |
| Série B                    | 6     | 4                   | 0       | 2                   |
| Copa Sul-Americana         | 2     | 1                   | 0       | 1                   |
| Copa do Nordeste           | 14    | 6                   | 6       | 2                   |
| Torneio Heleno Nunes       | 1     | 0                   | 0       | 1                   |
| Torneio Rubem Moreira      | 1     | 0                   | 0       | 1                   |
| Jogos e torneios amistosos | 40    | 14                  | 14      | 12                  |
| TOTAL                      | 102   | 40                  | 30      | 32                  |

Fontes: Cassio Zirpoli

## História
A primeira partida aconteceu em 25 de fevereiro de 1932, com vitória do Bahia por 2 a 1 em partida no Campo da Avenida Malaquias, em Recife.
Pelo Campeonato Brasileiro de Futebol - Série A, foram 38 jogos, com 15 vitórias do Bahia, 13 vitórias do Sport e 10 empates, com 35 gols a favor do Bahia e 38 a favor do Sport, com o Sport tendo dado a maior goleada, por 6 a 0 em 30 de outubro de 1959, em campanha que acabaria por conceder ao Bahia o seu primeiro título nacional, na qual o clube baiano ganhou os dois outros jogos do mata-mata das quartas de finais, por 3 a 2 e 2 a 0.
O Sport sagrou-se campeão brasileiro de 1987, e logo no ano seguinte o Bahia também conquistaria o Campeonato Brasileiro. No Campeonato Brasileiro de 1988, os dois clubes se enfrentaram em três ocasiões, com três empates, em duas delas em confrontos válidos pelas quartas de final, com 39 mil torcedores na Ilha do Retiro e 58 mil na Fonte Nova. O empate sem gols classificou o Bahia para as semifinais, em competição na qual ganharia o seu segundo título brasileiro, não sem antes mais três confrontos acirrados contra o Sport em seu caminho para o título.
Pelo Campeonato Brasileiro de Futebol - Série B foram 6 jogos, com 4 vitórias do Bahia e 2 do Sport, 8 gols a favor do Bahia e 5 a favor do Sport. Apesar dessa vantagem a favor do Bahia, é o Sport que conquistou uma taça dessa competição, o Campeonato Brasileiro da Série B de 1990.
Pela Copa do Nordeste foram 14 jogos, com 6 vitórias do Bahia, 2 do Sport e 6 empates, 21 gols a favor do Bahia e 17 a favor do Sport.
O único jogo fora de seus estados aconteceu em Maceió, válido pelas semifinais da Copa do Nordeste de 1994, quando após empate no tempo normal por 1 a 1, o goleiro Jéfferson garantiu o Sport na decisão, ao se destacar na cobrança de pênaltis que classificou o clube pernambucano, o que ocorreria de novo na final contra o CRB.
A decisão da Copa do Nordeste de 2001 marcou o recorde de público histórico da competição, com 69.000 torcedores presentes na Fonte Nova, sendo 65.924 deles pagantes. Após vencer por 3 a 1, o Bahia sagrou-se campeão desta edição da Copa do Nordeste.
Na Copa Sul-Americana de 2015, vitória baiana por 1 a 0 na primeira partida, com o Sport eliminando o Bahia ao vencer por 4 a 1 na Ilha do Retiro.
No ano de 2017 Bahia e Sport voltaram a se enfrentar pela final da Copa do Nordeste. Após empate por 1 a 1 em Recife, o Bahia venceu o segundo jogo na Fonte Nova por 1 a 0 e sagrou-se campeão dessa competição.
Entre partidas e torneios amistosos foram 41 jogos, com 14 vitórias do Bahia, 13 do Sport e 14 empates, 67 gols a favor do Bahia e 64 a favor do Sport.
No total, foram disputadas até hoje 48 partidas na Bahia, 52 em Pernambuco e 1 em Alagoas, tendo o Bahia vencido mais vezes em Salvador e o Sport vencido mais em Recife. 

## Jogos decisivos
Resumo
- 9 confrontos:
- 7 vencidos pelo Bahia
- 2 vencidos pelo Sport

Finais
Em 2001 o Bahia foi campeão da Copa do Nordeste em cima do Sport.
Em 2017 o Bahia foi campeão da Copa do Nordeste em cima do Sport.
Mata-matas em competições da Conmebol
Em 2015 o Sport eliminou o Bahia na segunda fase da Copa Sul-Americana.
Mata-matas em competições da CBD/CBF
Em 1959 o Bahia eliminou o Sport nas quartas de finais da Taça Brasil.
Em 1963 o Bahia eliminou o Sport nas quartas de finais da Taça Brasil.
Em 1988 o Bahia eliminou o Sport nas quartas de finais do Campeonato Brasileiro.
Mata-matas em competições da Copa do Nordeste
Em 1994 o Sport eliminou o Bahia na semifinal.
Em 1997 o Bahia eliminou o Sport na semifinal.
Em 2015 o Bahia eliminou o Sport na semifinal.

## Maiores goleadas
- Relacionados os jogos com pelo menos 4 gols de diferença.[16]

Sport 6–0 Bahia, Torneio BA-PE, 4 de fevereiro de 1956.
Sport 6–0 Bahia, C. Brasileiro/Taça Brasil, 30 de outubro de 1959.
Sport 6–0 Bahia, Copa do Nordeste, 22 de Fevereiro de 2023
Bahia 6–1 Sport, Amistoso, 8 de julho de 1945.
Bahia 5–0 Sport, Amistoso, 5 de abril de 1950.
Sport 5–1 Bahia, Amistoso, 5 de abril de 1934.
Sport 5–1 Bahia, Amistoso, 1º de maio de 1970.
Bahia 4–0 Sport, Amistoso, 14 de maio de 1985.
Bahia 4–0 Sport, Copa do Nordeste, 20 de março de 2021.
Sport 6–0 Bahia, Copa do Nordeste, 22 de fevereiro de 2023.

## Maiores públicos
Em Salvador
Bahia 3–1 Sport, 69.000, Fonte Nova, Copa do Nordeste, 28 de abril de 2001 (65.924 pagantes).
Em Recife
Sport 1–1 Bahia, 39.767 pagantes, Ilha do Retiro, Campeonato Brasileiro, 29 de janeiro de 1989.